# デルフィーン・ラローリー

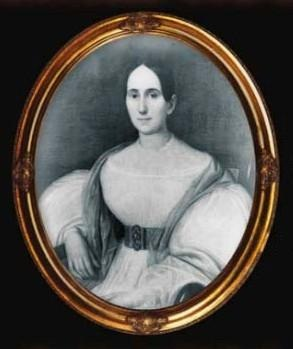
デルフィーン・ラローリー

マリー・デルフィーン・ラローリー（Marie Delphine LaLaurie 旧姓：Macarty 1787年頃 3月19日 - 1849年12月7日頃）は、アメリカ合衆国・ニューオーリンズのソーシャライト、奴隷使用者。マダム・ラローリー(Madame LaLaurie)の通称で知られる。
多くの黒人奴隷を虐待・拷問のうえ殺害し、その邸宅跡は現在幽霊屋敷として知られている。

## 事件
ラローリーはニューオーリンズの社交界で、毅然とした高貴な立ち振る舞いと美貌で周りの注目を集める貴婦人であった。
しかし、ロイヤル・ストリートにあるラローリーの邸宅ではなぜか奴隷が頻繁に交代していき、さらに前の奴隷が行方不明となり、すぐに新顔の奴隷がやって来るという不思議な出来事が起こっていた。
実はラローリーには別の顔があった。邸宅の屋根裏に秘密の部屋を持っており、毎夜その部屋に奴隷を連れて入っていく。夜通し絶叫のような声が微かに聞こえたとも言われる。部屋からラローリーが出てくる時、一緒だった筈の奴隷の姿が見当たらない。
やがて、「ラローリー邸の周囲に、夜になると奴隷の幽霊が出る」との噂が広がり始めた。幽霊は腹から腸管をぶら下げて歩く者や、目や口が黒糸で綺麗に縫われた者などであったという。
1834年4月10日、ラローリー邸で火災が発生。駆けつけた消防隊員の前に一人の奴隷が決死の形相で駆け出してきた。彼は自分が邸宅に火をつけたと告げたうえで、消防隊員に「屋根裏部屋を開けて見てくれ」と懇願したため、消防隊が屋根裏部屋に突入、その結果、ラローリーの趣味である奴隷への残虐な拷問の実態が白日のもとにさらされたのであった。
この事件は奴隷使用が合法だった当時のアメリカ南部にさえも大きな衝撃を与え、その残虐さに憤った群集がラローリー邸を取り囲む騒ぎになった。ラローリーは邸宅から狡猾に脱出、そのまま消息不明となった。
一説には、その後ラローリーはパリに渡り、1842年12月7日頃に死亡したといわれている。

## その後

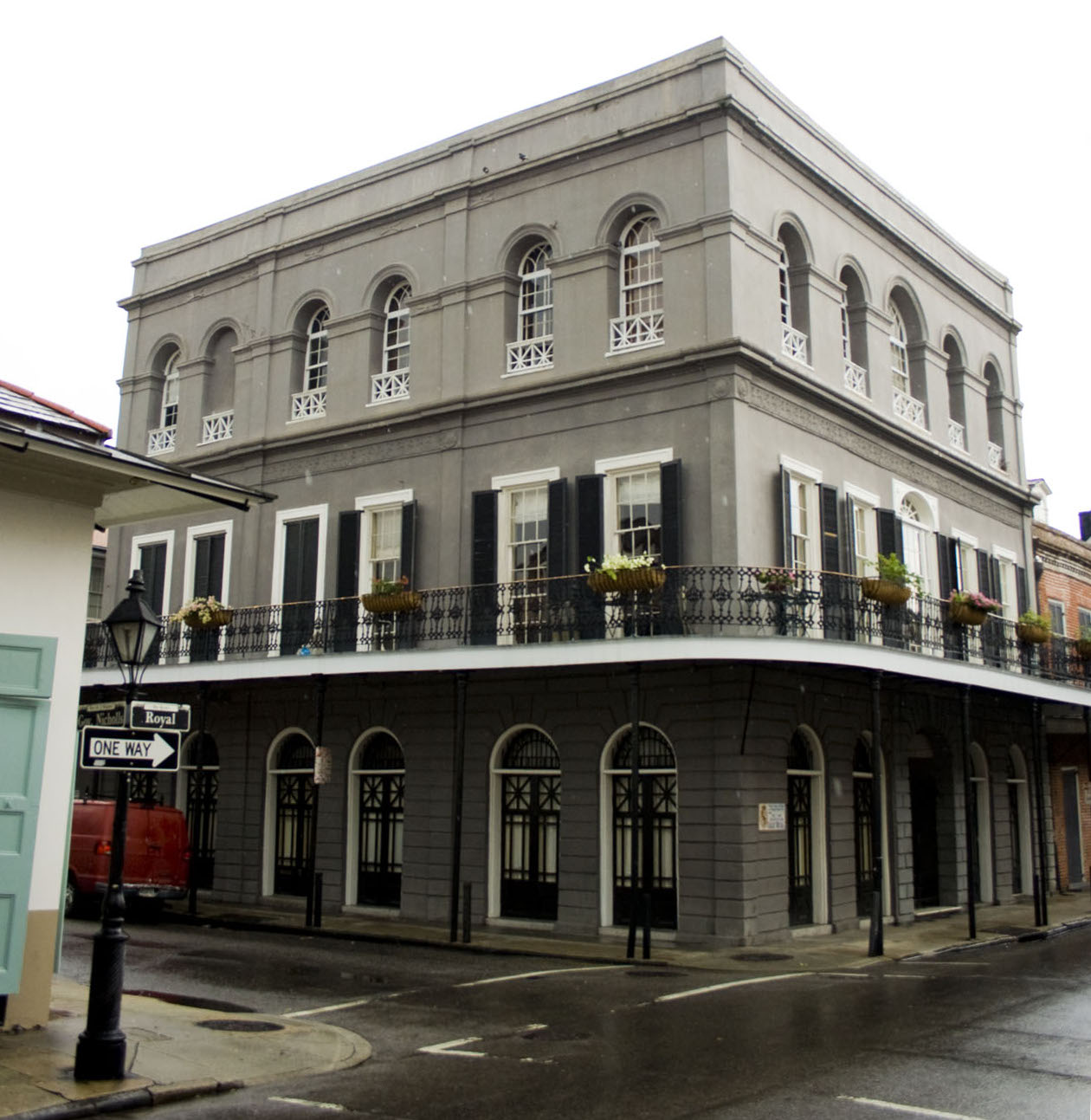
現在のラローリー邸跡

邸宅は10年間空家になった後イタリア人が購入したが、程なく手放された。その後、アパートに改装されたが、その際、剥がされた床板の下から生き埋めにされたと思われる奴隷の遺体が75体も発見されたと記録されている。
200年近くたった今もこの邸宅には怪現象の噂が絶えないと言われており、ムチの音やうめき声、叫び声が聞こえるという。アメリカではウィンチェスター・ミステリー・ハウスと並ぶ有名な幽霊屋敷として知られ、ツアーが組まれるほどの地元の観光スポットともなっている。
この幽霊譚はジョージ・ワシントン・ケーブルの『ルイジアナ州の不思議な実話』に所収されて有名となり、ジョン・ディクスン・カーの小説『ヴードゥーの悪魔』は、この事件をモチーフに書かれたものである。
2007年4月にはニコラス・ケイジが345万ドルでこの邸宅を買い取り、その後売却している。